# Kristalunie Maastricht
De Kristalunie Maastricht is een glasfabriek in de Nederlandse stad Maastricht. Het bedrijf is eigendom van O-I Manufacturing.

## Geschiedenis
De Kristalunie ontstond in 1925 door de samenvoeging van twee Maastrichtse glasfabrieken, die beide op dat moment met verlies draaiden:
- de glasfabriek De Sphinx, welke al vanaf 1834 onderdeel was van het industrieel conglomeraat van Petrus (I) Regout (later Koninklijke Sphinx geheten)
- de glasfabriek Stella, die in 1902 door Louis (I) Regout was opgezet als onderdeel van Mosa (later Koninklijke Mosa).

Na de fusie werden Sphinx en Mosa beide voor de helft aandeelhouder. De eerste directeur was Louis Marie de Neree tot Babberich, een schoonzoon van Louis (II) Regout. Het voormalige fabrieksterrein van Stella aan de Nieuweweg en langs het spoor in de wijk Wyckerpoort werd de locatie van de fusie-onderneming. Het bedrijfsterrein besloeg bijna drie hectare. In 1937 had het bedrijf 521 werknemers in dienst, waarvan 85 vrouwen (allen ongehuwd).
De Kristalunie werd in 1959 overgenomen door de Vereenigde Glasfabrieken te Schiedam, nadat dit bedrijf eerder al de Glasfabriek Leerdam had overgenomen. In 1966 werd de productie van kristalglas gedeeltelijk van Leerdam naar Maastricht verplaatst. In 1977 echter werd de productie van kristalglas in Maastricht gestaakt.
In 1995 werden de Vereenigde Glasfabrieken op hun beurt overgenomen door het Franse concern BSN (Boussois-Souchon-Neuvesel) en de naam werd veranderd in BSN Glasspack. Sinds 2003 is het bedrijf eigendom van het in oorsprong Amerikaanse O-I Manufacturing (Owens-Illinois), met in 2017 meer dan 25.000 medewerkers in 78 fabrieken in 23 landen.
Reeds in 1969 was begonnen met de productie van verpakkingsglas, waarbij o.a. oud-mijnwerkers uit de gesloten kolenmijnen werden ingeschakeld. Sinds 1976 wordt in Maastricht alleen nog maar verpakkingsglas vervaardigd. Op de locatie in Wyckerpoort zijn 9 productielijnen geplaatst. Deze kunnen elk tot 450 potten of flessen per minuut produceren.
In oktober 2024 maakte O-I bekend dat bij een aanstaande reorganisatie vier van de negen productielijnen in de Maastrichtse vestiging zullen worden stilgelegd. Daarbij zullen in de loop van 2025 115 van de 305 banen verdwijnen.

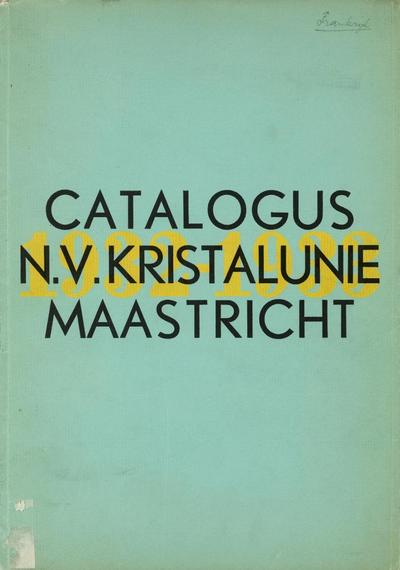
Catalogusomslag, 1932-33
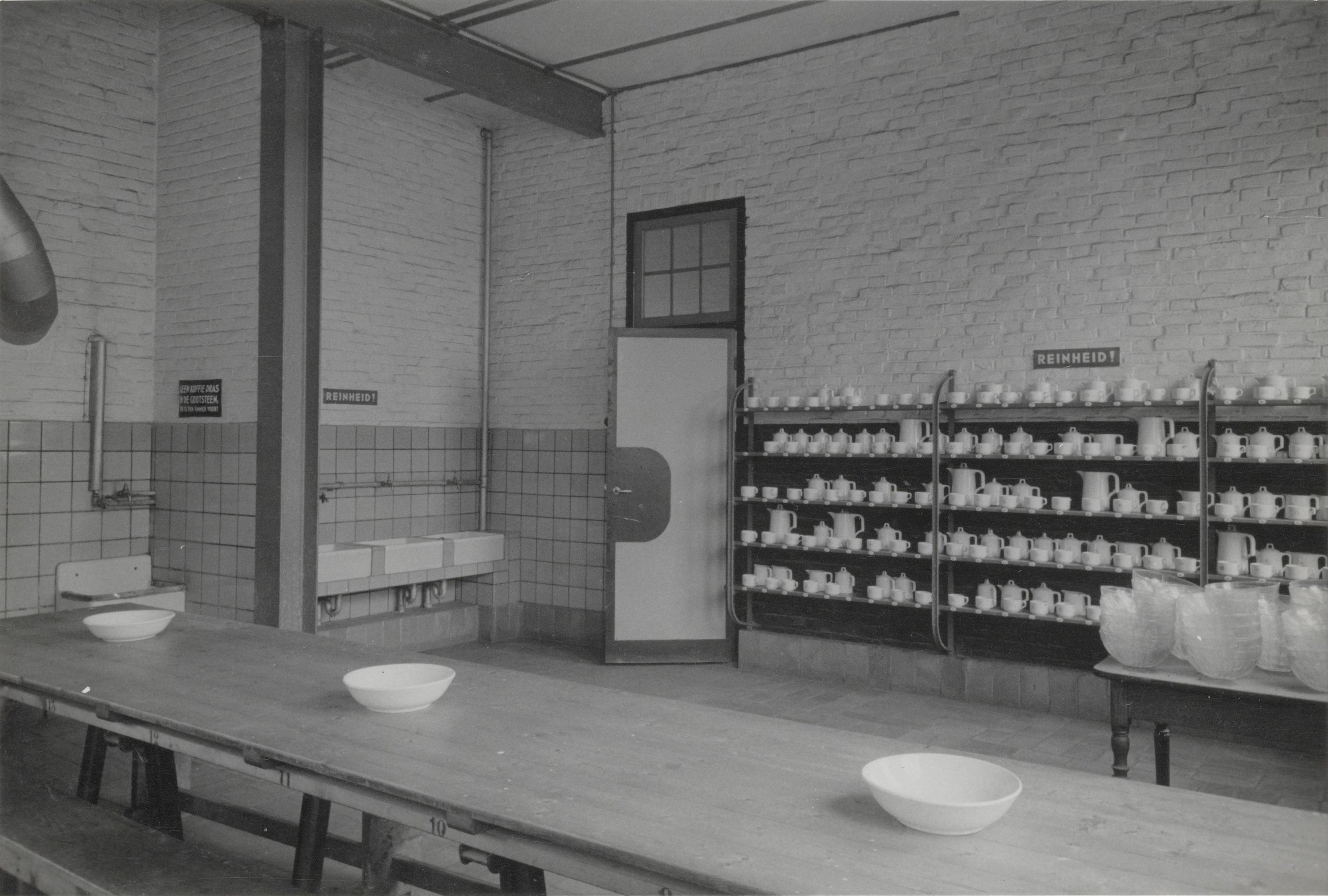
Mannenschaftlokaal, 1934
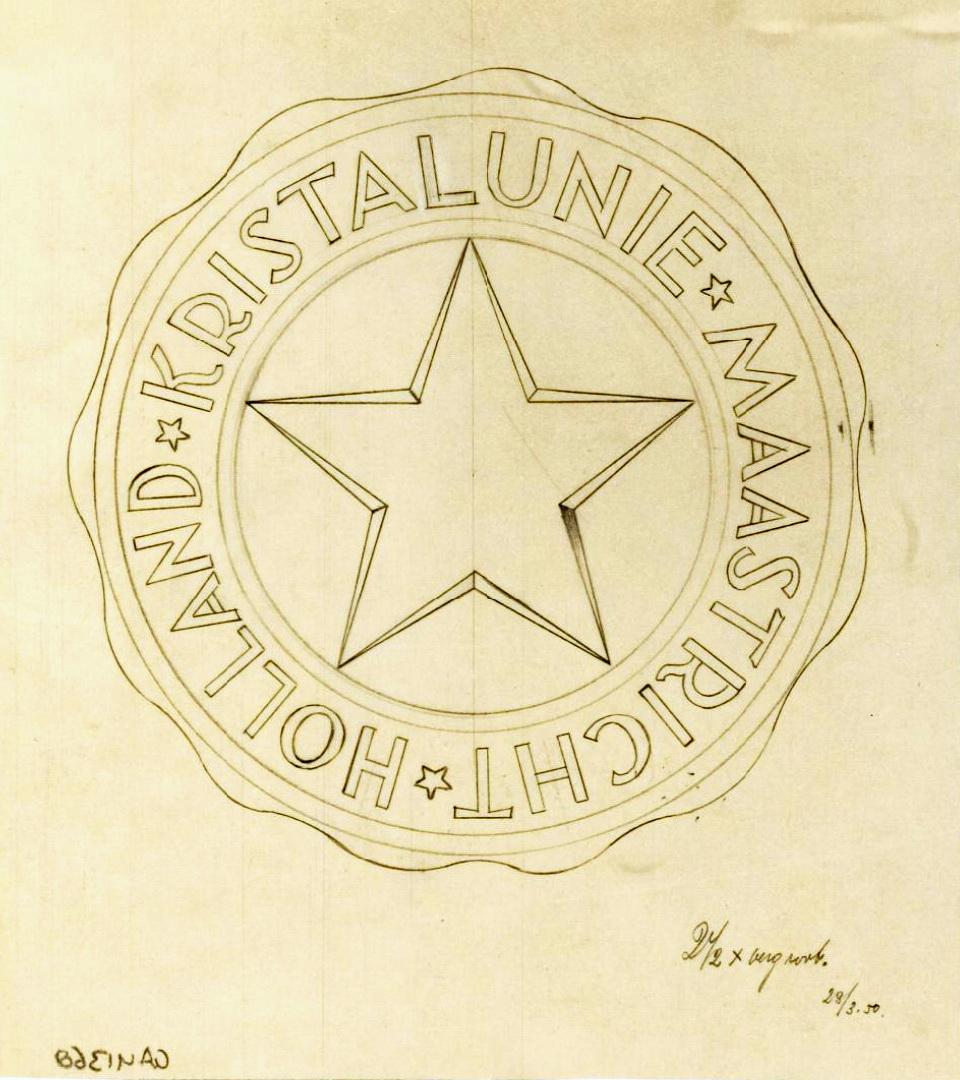
Ontwerp voor bedrijfslogo, 1950
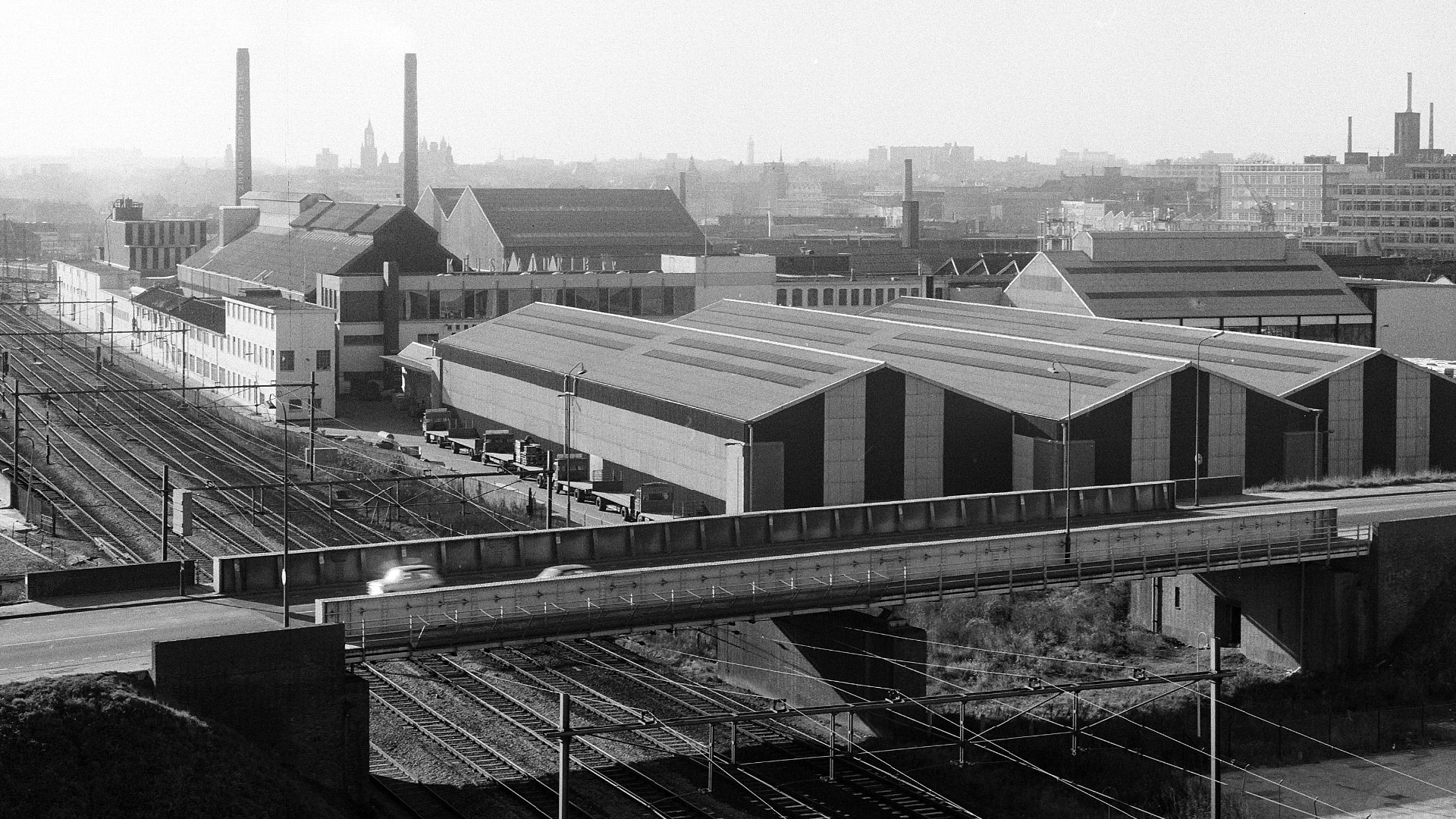
Fabriekscomplex, ca. 1980

## Erfgoed
In navolging van de Glasfabriek Leerdam werden vanaf de jaren twintig kunstenaars aangetrokken als ontwerpers van nieuwe modellen en decoraties. In 1927 ontwierp Eduard Cuypers drie glasserviezen, die na zijn dood door H. Kannegieter werden uitgevoerd. De bekendste ontwerpers waren Jan Eisenloeffel, Piet Zwart, Willem Jacob Rozendaal en Max Verboeket. De laatste twee waren in vaste dienst bij het bedrijf, respectievelijk van 1928-1937 (Rozendaal) en van 1954-1972 (Verboeket). Rozendaal leverde overigens tot in de jaren '50 ontwerpen.
De meest complete collectie Kristalunie-producten bevindt zich in het Nationaal Glasmuseum in Leerdam. Een andere belangrijke verzameling Maastrichts glaswerk, onder andere van Kristalunie, bevindt zich in het Centre Céramique in Maastricht. Deze collectie wordt niet permanent tentoongesteld. Een deel is te zien in het Discovery Museum in Kerkrade, dat onder andere 28 "kristalunieKen" van Max Verboeket bezit.

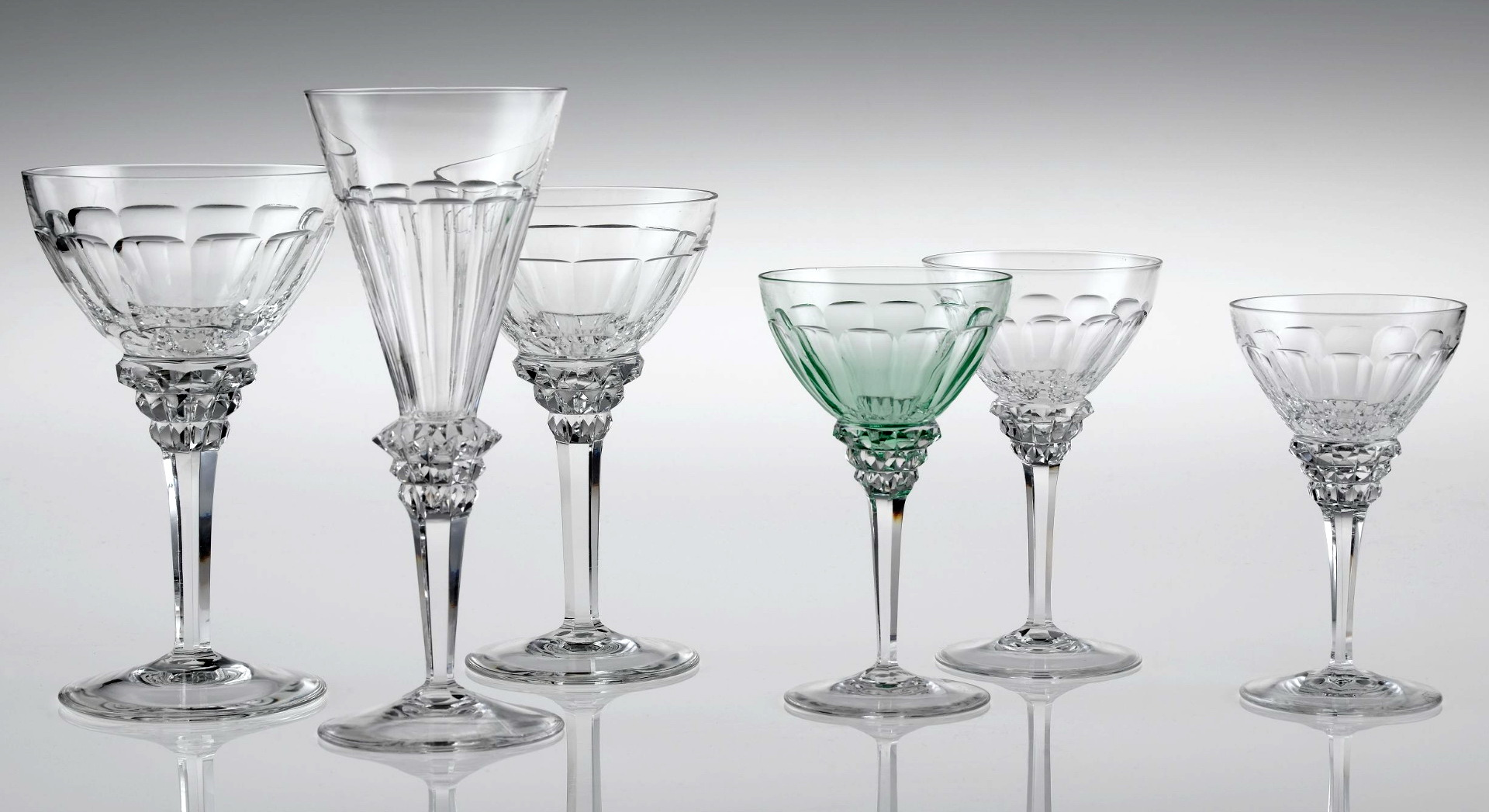
Glasservies van Jan Eisenloeffel, 1927-28 (Nationaal Glasmuseum)
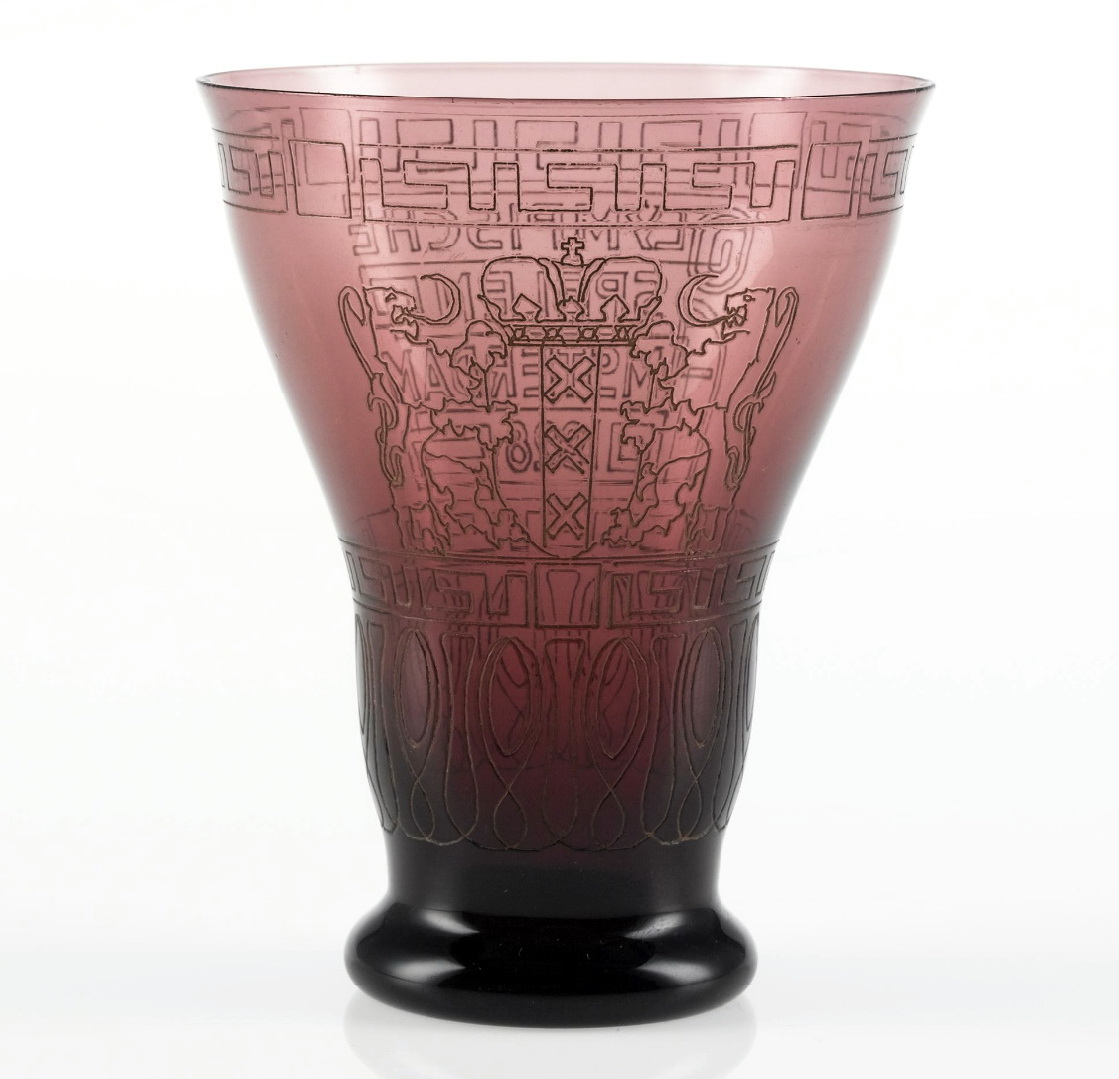
Olympiadebeker van Eduard Cuypers, 1928 (Nationaal Glasmuseum)
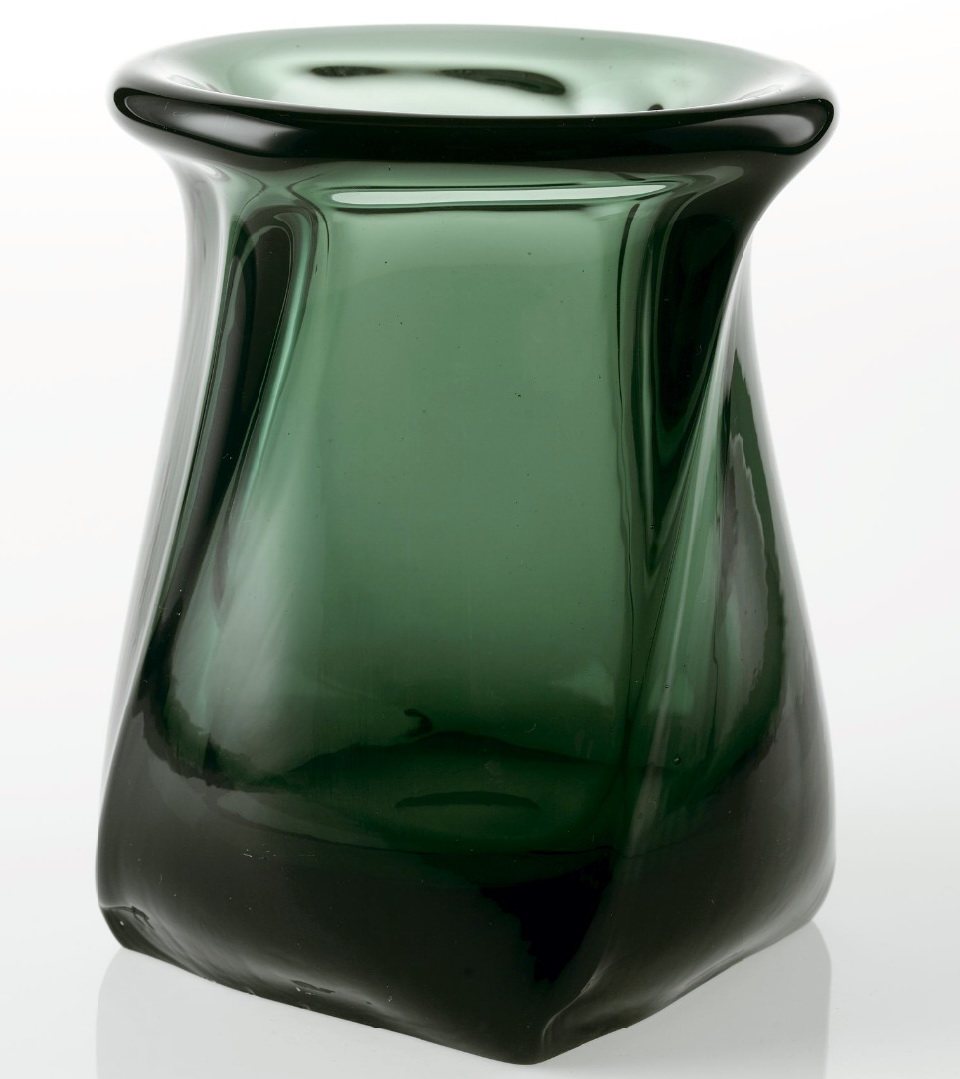
Vaas "Quadravera" van W.J. Rozendaal, 1939 (Nationaal Glasmuseum)
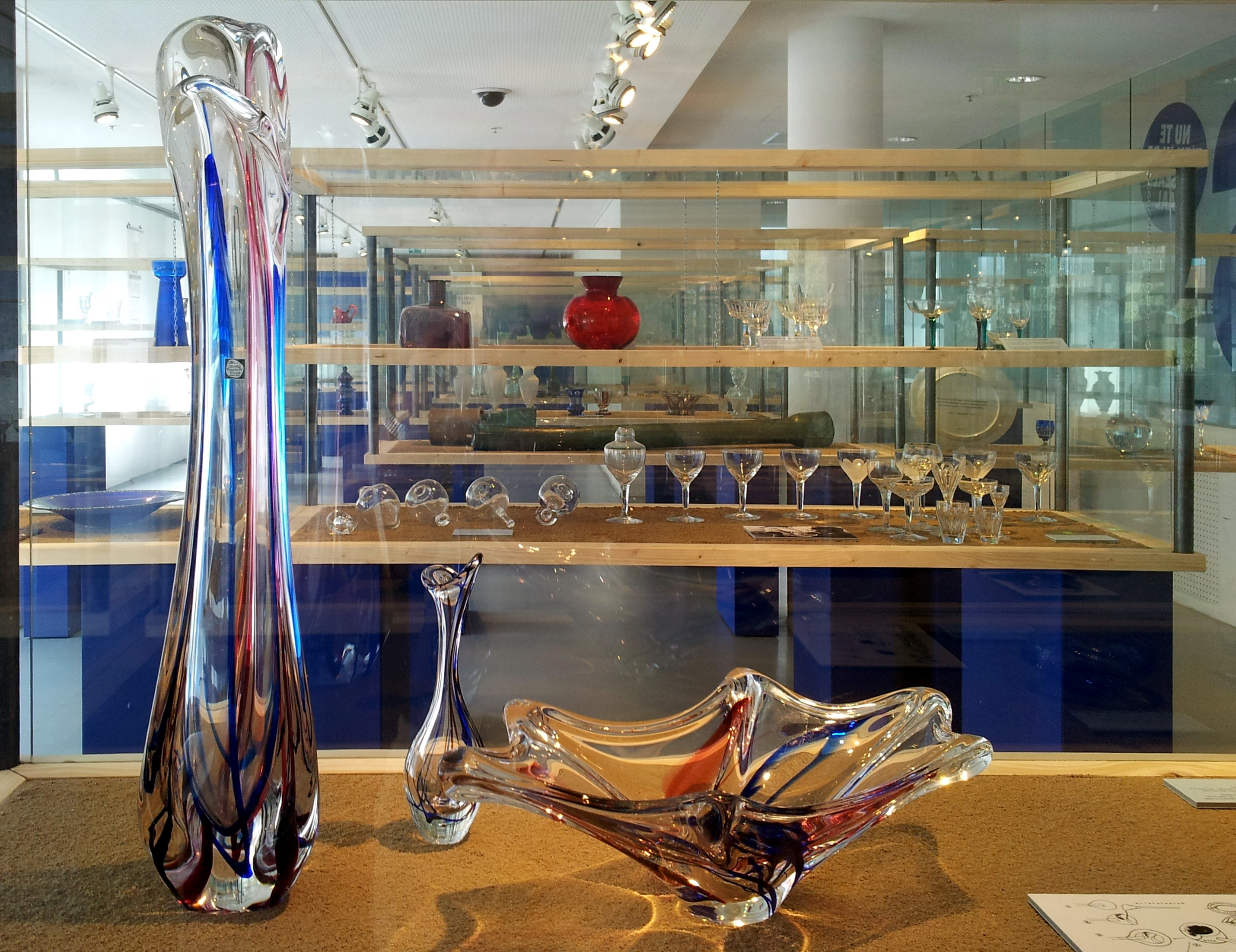
'KristalunieKen' van Max Verboeket, 1950-70 (Centre Céramique)

## Verder lezen
- Annette van der Kley-Blekxtoon. Kristalunie Maastricht. Lochem, Antiek Lochem bv, 2003.
- A.M. Willems (red.). Glaskunst uit Maastricht 1954-1972. De ontwerpen van Max Verboeket voor Kristalunie Maastricht. Maastricht, 1994.
- Catalogus N.V. Kristalunie Maastricht 1931. Reprint 1992.